# Miklós Németh
Miklós Németh (Monok, Hungria, 14 de janeiro de  1948) é um economista e político húngaro. Foi primeiro-ministro do seu país, entre 23 de novembro de 1988 e  23 de maio de 1990. Era um dos dirigentes do Partido Socialista Operário Húngaro, à época da queda do comunismo na Europa central e na Europa oriental.
Como primeiro-ministro, Miklós Németh tomou a controversa decisão de permitir aos alemães orientais passarem pela Hungria para chegar à República Federal da Alemanha. Animado pelas promessas de abertura do líder soviético Gorbachev, Németh decidiu não recuperar a cerca de arame construída ao longo da fronteira entre a Hungria e a Áustria - uma despesa que lhe parecia muito alta.
Em março de 1989, Németh visitou Gorbachev e informou-o sobre sua decisão de começar a abrir a fronteira. Essa decisão marcou, do ponto de vista prático, o fim da barreira física entre Europa Oriental e Ocidental mantida ao longo da Guerra Fria. O ato abriu caminho para a queda do muro de Berlim, em 9 de novembro de 1989.
Depois de concluir seu mandato, em 1990, Németh tornou-se vice-presidente do recém criado  Banco Europeu para Reconstrução e Desenvolvimento (BERD), destinado a apoiar os países do antigo bloco soviético na transição para a economia de mercado. Németh deixou o BERD em 2000 para voltar à Hungria, onde tentou, sem êxito, candidatar-se pelo Partido Socialista Húngaro (ex-Partido Socialista Operário Húngaro) ao posto de primeiro-ministro. Péter Medgyessy foi indicado pelo partido em seu lugar e tornou-se primeiro-ministro da Hungria, em 2002.